# Onagro (arma)
O onagro é uma antiga máquina de guerra, evolução da baladeira ou catapulta, armas de arremesso da engenharia militar romana. 
O onagro surgiu como um aperfeiçoamento da antiga catapulta de torção, através de adaptações sucessivas quer de um grande arco ou de uma grande funda de bronze na ponta ou mira, para lançar flechas, dardos, balas ou projéteis. Ao onagro podia-se acoplar também uma colher ou recipiente de bronze para lançar chumbo derretido ou fogo grego (petróleo fervendo, pelotas ou bolas de tecido embebidas em óleo e incendiadas no momento do lançamento).
O onagro podia ser usado em terra, sobre fortalezas ou ainda em barcos e navios, para batalhas navais. Alguns historiadores acreditam que o onagro tenha representado uma divisora d'águas ou pedra angular da engenharia militar, pois representa a transição entre uma arma branca e uma arma de fogo de arremesso, prenunciando o conhecido canhão.